# Lac Saint-Maurice
Pour les articles homonymes, voir Saint-Maurice et Maurici.
Le lac Saint-Maurice (en catalan : estany de Sant Maurici) est un lac pyrénéen d'origine glaciaire situé dans le parc national d'Aigüestortes et lac Saint-Maurice en Espagne. Administrativement, il fait partie de la commune d'Espot (comarque de Pallars Sobirà, province de Lérida, Catalogne).
Il reçoit les eaux de plusieurs torrents dont les plus importants sont le Ratera, le Portarró et le Subenuix. Son émissaire, l'Escrita (ca), long de 18 km, se jette dans la Noguera Pallaresa.
Le volume d'eau retenu est de 2,6 hm3 grâce à un petit barrage construit pour augmenter sa capacité.